# ハイパーリミックス3
ハイパーリミックス3とは2002年3月、サミーが製造・販売した、ディスクアップの後継パチスロ機。4号機。

## 概要
AT全盛期にAR機として誕生した。

## 内部システム

### ボーナス
ハイパーリミックスには2種類のビッグボーナスを搭載。ノーマルビッグでは15枚役のアシストがないため、獲得枚数は平均380枚前後。ハイパービッグだと15枚役の完全ナビがあるため、600枚前後を獲得できる仕様になっている。

### AR
ビッグボーナス後に1/3の確率でアシストリプレイタイムに突入する。前作と比べて突入率は下がったが、逆にAR1000ゲームの確率がグンと上がった。

## 関連商品
- 『サミーパチスロ爆裂コンピ BEST SLOT SOUND SELECTION』（ポニーキャニオン、2005年9月7日、PCCR-90016）